# 天沼
天沼（日语：／ Amanuma */?）是東京都杉並區的町名。已實施住居表示。現行行政地名為天沼一丁目至天沼三丁目。2013年10月1日為止的人口有14,607人。郵遞區號為167-0032。

## 地理
大略在東京都杉並區中央位置。北至天沼本通，鄰接清水、本天沼。西部與南部至青梅街道與JR中央線，鄰接上荻與阿佐谷南。東部鄰接阿佐谷北。町域內多為住宅區，南部青梅街道沿線是荻窪站北口繁華街一部分。

## 歷史
江戶時代屬多摩郡天沼村，寛永12年（1635年），為日枝神社領地。
1889年（明治22年）町村制施行，天沼村與高圓寺村、馬橋村、阿佐谷村、田端村、成宗村合併為東多摩郡杉並村（後豐多摩郡杉並町）。「天沼」為杉並村大字。
1932年，杉並町、和田堀町、井荻町、高井戶町編入東京市，成立杉並區，杉並町大字天沼成立天沼一～三丁目。1965年1月1日實施住居表示，（舊）天沼三丁目成立本天沼，（舊）天沼一、二丁目重編為現在的天沼一丁目至三丁目。

### 地名由來
「天沼」的地名傳聞來自於現在天沼三丁目的辯天池。另有一說是地名與練馬一樣源自於古代的乘瀦驛（乗潴駅，あまぬま）。相較於天沼說，後者在考慮直線性與距離分配上較有說服力。律令制官道與今日的高速道路一樣為直線。武藏國府在府中市宮町，下總國府在市川市國府台，豐島驛在台東區谷中，與天沼大約在同一直線上，間隔也大致相等。

## 交通

### 鐵路
町域內無鐵路車站，町域南部鄰近荻窪站北口。北部除荻窪站外，還可利用巴士。

### 巴士
關東巴士
- 巴士站名「天沼」
  - 阿02系統 行經荻窪站北口往白鷺一丁目
  - 阿05系統 往荻窪站北口

## 設施
- 日本大學第二中學校、高等學校
- 東京衛生醫院
- 天沼八幡神社
- 天沼熊野神社
- 天沼辯天池公園

## 備註
1. ↑  .   [2013-10-18]. （原始内容存档于2013-10-22）.
2. ↑  完全踏査古代の道 畿内、東海道、東山道、北陸道 武部 健一 著 吉川弘文館 p4
3. ↑  完全踏査古代の道 畿内、東海道、東山道、北陸道 武部 健一 著 吉川弘文館 p79